# Geschäftsordnungsgesetz 1975
Das Bundesgesetz über die Geschäftsordnung des Nationalrates (in der geltenden Fassung Geschäftsordnungsgesetz 1975; inoffiziell GOG-NR) ist ein Bundesgesetz, das die Behandlung der Verhandlungsgegenstände im österreichischen Nationalrat und in dessen Ausschüssen und Unterausschüssen, die Rechte und Pflichten der Abgeordneten und der Organe sowie die organisatorischen Abläufe des Nationalrats regelt.

## Gesetz mit besonderen Beschlusserfordernissen
Das Geschäftsordnungsgesetz ist ein Bundesgesetz und gilt, wie die meisten Gesetze, bis zu seiner ausdrücklichen Änderung. Um spontane Änderungen der Spielregeln oder die Aushöhlung der Minderheitenrechte durch die Mehrheit zu verhindern, können Änderungen des Geschäftsordnungsgesetzes gemäß Art. 30 Abs. 2 B-VG nur mit Zweidrittelmehrheit bei Anwesenheit von mindestens der Hälfte der Abgeordneten beschlossen werden. Es gelten also dieselben Mehrheitserfordernisse wie für Verfassungsgesetze. Außerdem ist eine erste Lesung Pflicht. Die Beschlussfassung in dritter Lesung darf erst vierundzwanzig Stunden nach Abschluss der zweiten Lesung erfolgen (§ 108 GOG-NR).
Bei Änderungen der Nationalratsgeschäftsordnung hat der Bundesrat, das zweite gesetzgebende Organ des Bundes, gemäß Art. 42 Abs. 5 B-VG kein Mitwirkungsrecht.

## Inhalt
Das Geschäftsordnungsgesetz regelt Detailfragen betreffend die Behandlung der Geschäfte im Nationalrat und führt dabei die sehr allgemein gehaltenen Bestimmungen des Bundes-Verfassungsgesetzes aus. Die Hauptaufgabe des Nationalrats ist die Gesetzgebung des Bundes; der Bundesrat wirkt an der Gesetzgebung nach Maßgabe des Bundes-Verfassungsgesetzes mit.
Den Vorsitz im Nationalrat üben die drei Präsidenten des Nationalrats aus, wobei dem (ersten) Präsidenten des Nationalrates der Vorrang gegenüber dem zweiten Präsidenten und dem dritten Präsidenten zukommt. Der Präsident des Nationalrates fungiert auch als „Hausherr“ des Parlamentsgebäudes in Wien und leitet die Parlamentsdirektion. Die drei Präsidenten werden vom Plenum des Hauses gewählt. Ihre Abwahl ist nicht vorgesehen; ihre Funktion endet (ebenso wie im Hauptausschuss bzw. im Ständigen Unterausschuss des Hauptausschusses) mit der Wahl ihrer Nachfolger in der folgenden Gesetzgebungsperiode (§ 6 Abs. 1 GOG-NR). Massive Kritik am ehemaligen Dritten Präsidenten Martin Graf hat dazu geführt, dass diskutiert wurde, die Möglichkeit der Abwahl einzuführen. Es ist Konvention, dass die stärkste Fraktion den Präsidenten vorschlägt und der Vorgeschlagene gewählt wird, auch wenn er keiner Regierungspartei angehört. Die Präsidenten werden von mindestens drei zu Ordnern und fünf zu Schriftführern gewählten Abgeordneten und von der Parlamentsdirektion (u. a. Stenografendienst) unterstützt. Den Abgeordneten steht die umfassende Parlamentsbibliothek zur Verfügung. Eigene Dienste für Fachrecherchen im Auftrag von Abgeordneten besitzt der Nationalrat im Gegensatz zum deutschen Bundestag nicht; Kritiker bemängeln, dass das Parlament dadurch meist über weniger Expertise verfügt als die Regierung, die es kontrollieren soll.
Das Nationalratspräsidium trägt in Zusammenarbeit mit der Parlamentsdirektion für die Räumlichkeiten Sorge, in denen die Fraktionen bzw. Abgeordnetenklubs ihre Arbeit durchführen und Abgeordnete Büros zur Verfügung haben. Da im Parlamentsgebäude zu wenig Platz dafür vorhanden ist, wurde u. a. das benachbarte Palais Epstein vom Parlament adaptiert.
In der ersten Sitzung der Gesetzgebungsperiode führt der bisherige Nationalratspräsident bis zur Neuwahl des Präsidenten den Vorsitz (§ 3 Abs. 2 GOG-NR). Abgeordnete haben ihre ordnungsgemäße Wahl der Parlamentsdirektion durch den von der Hauptwahlbehörde im Bundesministerium für Inneres ausgestellten Wahlschein nachzuweisen, bevor sie eine Abgeordnetenlegitimation erhalten und im Plenum angelobt werden. Derzeit ist die erste Kammer des Parlaments auf Grund der Nationalratswahl 2024 zusammengesetzt.
Der Nationalrat wählt den Hauptausschuss und andere ständige und temporär tätige Ausschüsse zur Vorberatung von Gesetzesinitiativen und zur Untersuchung von Missständen in der Bundesverwaltung (siehe unten). Alle Wahlen erfolgen per Mehrheitsbeschluss, doch ist es Konvention, jeweils auch Vertreter der Opposition in das Nationalratspräsidium und in Ausschüsse zu wählen.
Die Verhandlungen im Plenum des Nationalrates werden in den Stenografischen Protokollen des Nationalrates gedruckt wiedergegeben. Sie werden für die Vorläufer des Nationalrats und für die Erste Republik bis 1934 von der Nationalbibliothek auf ALEX – Historische Rechts- und Gesetzestexte Online, Abschnitt Parlamentaria, elektronisch zur Verfügung gestellt. Die stenografischen Protokolle von 1920 bis 1934 sowie seit 1945 finden sich auf der Website des Parlaments.

## Spezielle Aspekte der Geschäftsordnung

### Historische Bedeutung der parlamentarischen Geschäftsordnung
Am 4. März 1933 traten während einer Nationalratssitzung alle drei Präsidenten zurück, um bei einer Abstimmung mitstimmen zu können. Die Geschäftsordnung sah damals keine Regeln für diesen Fall vor; die Abgeordneten gingen auseinander, ohne dass die Sitzung formal beendet werden konnte. Die Bundesregierung Dollfuß nützte diesen Vorfall dazu, von der Selbstausschaltung des Parlaments zu sprechen und die Fortsetzung der Sitzung am 15. März zu verhindern. Bis 1938 wurde nun autoritär, dann bis 1945 nationalsozialistisch ohne Parlament regiert. Der seit 20. Dezember 1945 wieder bestehende Nationalrat nahm erst 1975 die Gelegenheit wahr, die Lehre aus dem Vorgang zu ziehen und in § 6 Abs. 2–4 GOG-NR für den Fall des Rücktritts aller drei Präsidenten den ältesten in Wien anwesenden Abgeordneten dazu zu verpflichten, ohne Aufforderung von sich aus tätig zu werden, den Nationalrat einzuberufen und Präsidentenwahlen vorzunehmen.

### Weitergeltung von Verhandlungsgegenständen
Dass sämtliche noch nicht erledigte Agenden des Nationalrats mit seiner Auflösung gegenstandslos wurden, wurde seit langem als Missstand empfunden. So wurde etwa das von 29. Juli bis 5. August 2002 zur Unterzeichnung aufgelegte Volksbegehren gegen Abfangjäger trotz 624.807 Unterzeichnern (die Hürde sind 100.000 Unterschriften) vom Nationalrat nicht mehr behandelt, da es wegen der am 24. November 2002 abgehaltenen Nationalratswahl verfiel. 
Seit 1. April 2009 ist die Rechtslage geändert. Im Nationalrat anhängige Verhandlungsgegenstände (Anträge) verfallen weiterhin mit Ende der Legislaturperiode; Volksbegehren, Bürgerinitiativen, Berichte des Rechnungshofes und Bundesrechnungsabschlüsse sowie Berichte der Volksanwaltschaft sind davon nun aber ausgenommen (§ 21 Abs. 1a GOG-NR). 

### Untersuchungsausschüsse
Der Nationalrat kann gemäß § 33 Geschäftsordnungsgesetz mit Mehrheitsbeschluss einen Untersuchungsausschuss einsetzen, wenn er Sachverhalte, deren Aufklärung im öffentlichen Interesse liegt, untersuchen lassen möchte. Seit 1. Jänner 2015 ist ein Untersuchungsausschuss auch dann einzusetzen, wenn dies von 46 Mitgliedern (also einem Viertel der Abgeordneten) verlangt wird. Damit wurde eine langjährige Forderung umgesetzt, die Einsetzung von Untersuchungsausschüssen zum Minderheitsrecht zu machen. Im deutschen Bundestag und in den deutschen Landesparlamenten, aber auch z. B. im Salzburger Landtag besteht dieses Recht schon seit längerer Zeit und diente auch als Vorbild für die Neuregelung im Geschäftsordnungsgesetz.
Die Erleichterung der Einsetzung von Untersuchungsausschüssen wurde von einer Reform der Verfahrensregeln begleitet. Beispielsweise stehen dem Leiter des Untersuchungsausschusses ein Verfahrensrichter und ein Verfahrensanwalt zur Seite, die ihn in seinen Aufgaben unterstützen sollen. Außerdem kann die Minderheit, die das Verfahren eingeleitet hat, den Verfassungsgerichtshof anrufen, sofern ihrer Ansicht nach die Ermittlungen durch die Mehrheit behindert werden. So soll verhindert werden, dass die Regierungsfraktionen durch ihre Mehrheit ihnen unliebsame Untersuchungsausschüsse blockieren können.
Damit der Nationalrat nicht von einer Minderheit mit Untersuchungsausschüssen lahmgelegt werden kann, darf ein Abgeordneter, der ein Minderheitsverlangen auf Einsetzung eines Ausschusses gestellt hat, erst nach dessen Beendigung ein weiteres Verlangen unterstützen. Die Mehrheit des Nationalrates kann aber weiterhin Untersuchungsausschüsse in beliebiger Menge einsetzen.

### Sonstige spezielle Regelungen
- Rederecht für herausragende Persönlichkeiten sowie für Mitglieder des Europäischen Parlaments (§ 19a, seit 2015)